# Villanuño de Valdavia
Villanuño de Valdavia település Spanyolországban, Palencia tartományban. Villanuño de Valdavia Bárcena de Campos, Loma de Ucieza, Villasila de Valdavia és Villameriel községekkel határos. Lakosainak száma 93 fő (2024).

## Népesség
A település népessége az elmúlt években az alábbi módon változott:
| Lakosok száma | 125  | 115  | 105  | 106  | 99   | 98   | 95   | 88   | 94   | 93   |
|               | 2001 | 2004 | 2007 | 2009 | 2012 | 2014 | 2017 | 2019 | 2022 | 2024 |